# Nicolas Pavrette
Nicolas Edouard Pavrette (Lyon, 2 de enero de 2002) es un jugador de baloncesto francés. Con 2,11 metros de estatura juega en la posición de pívot y su actual equipo es el CB Morón de la LEB Oro.

## Trayectoria
Es un pívot formado en la Central Pointe Christian Academy de Kissimmee en Florida hasta 2021, cuando ingresaría en la Universidad de Míchigan Central, situada en Mount Pleasant, Míchigan con el que disputa durante tres temporadas la NCAA con los Central Michigan Chippewas.
El 13 de noviembre de 2023, firma por el CB Morón de la Liga LEB Plata.
El 19 de mayo de 2024, logra el ascenso a la Liga LEB Oro al superar en la eliminatoria al Club Bàsquet Sant Antoni.